# Glatte Pfriemschnecke
Die Glatte Pfriemschnecke (Melanella lubrica) ist eine Schnecken-Art aus der Familie der Eulimidae (Gattung Melanella), die als Ektoparasit an Seegurken lebt und im nordöstlichen Atlantischen Ozean verbreitet ist.

## Merkmale
Melanella lubrica trägt ein hohes, schmal kegelförmiges, stark glänzendes und fast undurchsichtiges Schneckenhaus, das bei ausgewachsenen Schnecken bis zu 9 mm Gehäuselänge und rund 3 mm Breite erreicht. Das Gewinde ist gerade und kann mehr als 13 Umgänge aufweisen. Diese sind etwas mehr geschwollen und haben auch eine deutlicher sichtbare Naht. Sie sind mit regelmäßigen Zuwachsstreifen und zudem mit sehr feinen, deutlich erkennbaren, etwa 8 µm voneinander entfernten spiraligen Linien skulpturiert. Der Körperumgang ist an der Peripherie stärker gewinkelt als bei der Gekrümmten Pfriemschnecke, aber weniger als bei der Weißen Pfriemschnecke. Der Körperumgang nimmt etwa zwei Fünftel, die Gehäusemündung rund ein Viertel der gesamten Gehäuselänge ein. Die Gehäusemündung ist etwa ein Drittel so breit wie lang. Die äußere Lippe zeigt in der Seitenansicht eine glatte Kurve und ist zum Apex hin nach hinten geneigt.
Der Kopf bildet wie bei Melanella alba einen flachen Vorsprung, an dem vorn zwei schmale Fühler und an der Unterseite ein ein- und ausstülpbarer Rüssel sitzen. Hinter jedem der beiden aneinander genäherten Fühler sitzt ein schwarzes Auge. Der Mantel bildet keinen Fühler. Das Männchen hat hinter dem rechten Fühler einen gekrümmten Penis mit einer dorsalen offenen Spermienrinne. Der Fuß ist recht klein und trägt ein Operculum. Die Schnecke ist ganz weiß.

## Verbreitung und Lebensweise
Melanella lubrica ist im nordöstlichen Atlantischen Ozean von Spanien bis nach Norwegen, wahrscheinlich aber auch im Öresund und in der Deutschen Bucht verbreitet.
Die Schnecke lebt auf Schlamm, Sand und Kies in Meerestiefen von 14 bis 100 m Meerestiefe. Sie saugt Körpersäfte von Seegurken, die sie zum Fressen temporär aufsucht.